# Межевікін Євген Миколайович
Євге́н Микола́йович Межеві́кін (нар. 21 травня 1982) — український військовик, танкіст, полковник Збройних сил України, Герой України.
За час війни пройшов шлях від командира роти до заступника комбрига. Псевдо «Адам».

## Короткий життєпис
Народився в Росії у шахтарській родині. На початку 1990-х сім'я переїхала на Дніпропетровщину. З дитинства мріяв стати військовим. 2004 року закінчив Харківський інститут танкових військ НТУ «ХПІ», інженерний факультет. За розподілом потрапив у 93 механізовану бригаду, на посаду заступника командира з озброєння. Згодом отримав під командування танковий взвод, потім і роту.

### Бойовий шлях
Станом на березень 2014 командував 2-ю танковою ротою 93-ї окремої механізованої бригади, псевдо «Адам».
В складі танкового батальйону 93 механізованої бригади на передовій з травня 2014-го, виконував завдання по виставленню блокпостів, супроводженню колон, веденню розвідки. 21 липня під Пісками був поранений командир 1-го танкового батальйону, командування прийняв Межевікін.
Під час штурму селища Піски влітку 2014, виконуючи обов'язки командира 4-ї батальйонної тактичної групи 93-ї бригади, дістав контузію і пошкодження ребра, але незважаючи на поранення продовжив управління підпорядкованими підрозділами та забезпечив успішне виконання бойових завдань. Після лікування відразу повернувся в зону проведення АТО. Неодноразово під безперервними обстрілами противника, в складних умовах забезпечував підвезення боєприпасів та продовольства захисникам Донецького аеропорту, під ворожим обстрілом здійснив евакуацію підбитої БМП-2 з екіпажем зі злітно-посадкової смуги аеропорту. Під час артилерійського обстрілу противника в районі с. Тоненьке ризикуючи власним життям локалізував пожежу, що виникла на складі боєприпасів і врятував особовий склад та техніку. У вересні 2014 екіпаж «Адама» знищив 2 танки проросійських сил біля терміналу Донецького аеропорту. Через кілька днів відбувся бій українського Т-64 проти трьох російських Т-72, один з яких був підбитий. В наступних боях було підбито ще 2 ворожі танки. В жовтні 2014 в районі с. Опитне з метою евакуації техніки та особового складу підрозділу однієї з аеромобільних бригад ВДВ здійснив прорив смуги оборони противника та забезпечив евакуацію особового складу та двох БТР-80.
Безпосередньо в зоні АТО організував допідготовку танкових екіпажів — здійснював їх підготовку та передавав свій бойовий досвід з урахуванням особливостей та умов ведення бойових дій на сході держави. За безпосередньої участі та під керівництвом офіцера здійснювався ремонт та відновлення техніки.
У березні 2015 переведений до 1-ї окремої танкової бригади на посаду командира 1-го танкового батальйону. Виконував завдання в районі Волновахи.
Станом на вересень 2015 року — слухач Національного університету оборони України імені Івана Черняховського.
2017 призначений на посаду заступника командира 1-ї окремої танкової бригади.
На початку грудня 2019 року Межевікін оприлюднив складену на нього оцінну картку військовослужбовця за підписом полковника Сергія Літвінова, згідно з якою він визнаний таким, що не відповідає займаній посаді заступника начальника управління підготовки військової частини.
Після початку повномасштабного вторгнення росіян до України очолив зведену тактичну групу "Адам". Брав участь у боях під Ірпенем, на Запорізькому напрямку, під Харковом, під Бахмутом та ін.. 
Станом на осінь 2024 займав посаду заступника начальника Головного управління доктрин і підготовки Генерального штабу ЗСУ. 

## Особисте життя
З дружиною Валерією виховують доньку Вероніку 2009 р.н. та сина Андрія 2011 р.н.

## Нагороди
- Звання Герой України з врученням ордена «Золота Зірка» (14 жовтня 2015) — за особисту мужність і героїзм, виявлені у захисті державного суверенітету та територіальної цілісності Української держави, вірність військовій присязі[6][7]
- Орден Богдана Хмельницького I ст. (11 квітня 2022) — за особисту мужність і самовіддані дії, виявлені у захисті державного суверенітету та територіальної цілісності України, вірність військовій присязі[8]
- Орден Богдана Хмельницького II ст. (4 грудня 2014) — за особисту мужність і героїзм, виявлені у захисті державного суверенітету та територіальної цілісності України, вірність військовій присязі, високий професіоналізм та з нагоди Дня Збройних Сил України[9]
- Орден Богдана Хмельницького III ст. (21 жовтня 2014) — за особисту мужність і героїзм, виявлені у захисті державного суверенітету та територіальної цілісності України, вірність військовій присязі[10]
- Відзнаки Міністерства оборони України — медалі «15 років Збройним Силам України», «15 років сумлінної служби», «За сумлінну службу» III ст.[11]
- Нагрудний знак Начальника Генерального штабу «Слава і честь» (вересень 2015)[12].
- Недержавна відзнака ― Орден «Народний Герой України» (4 червня 2015)[7]
- Нагрудний знак «За оборону Донецького аеропорту»[11]